# 문해

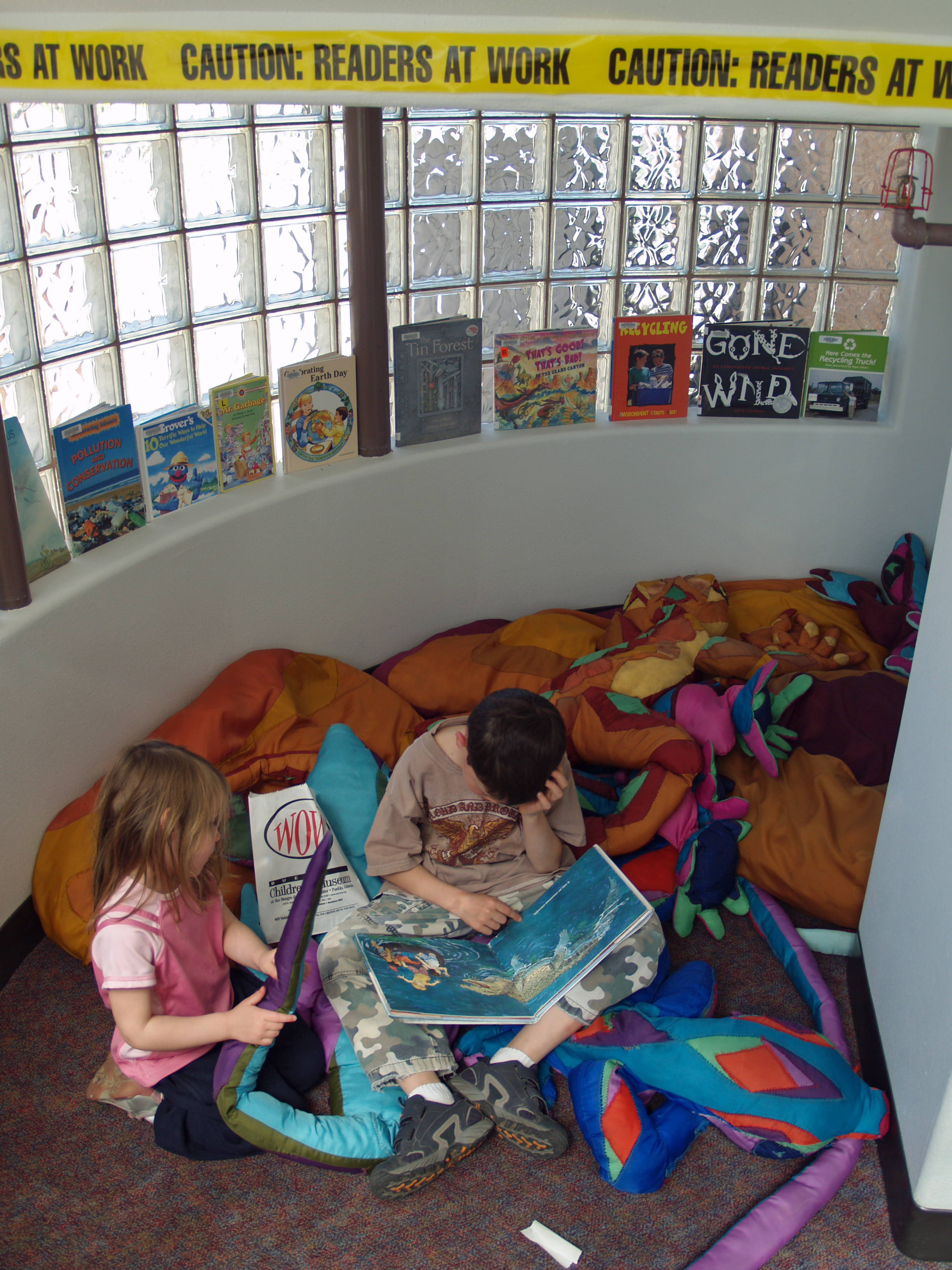
책을 읽는 아이들

문해(文解) 또는 문자 해득(文字解得)은 문자를 읽고 쓸 수 있는 일 또는 그러한 일을 할 수 있는 능력을 말한다. 넓게는 말하기, 듣기, 읽기, 쓰기와 같은 언어의 모든 영역이 가능한 상태를 말한다. 유네스코는 "문해란 다양한 내용에 대한 글과 출판물을 사용하여 정의, 이해, 해석, 창작, 의사 소통, 계산 등을 할 수 있는 능력"이라 정의하였다. 유의어로는 글이나 글자를 안다는 뜻의 식자(識字)가 있다.

## 세계의 문해 수준

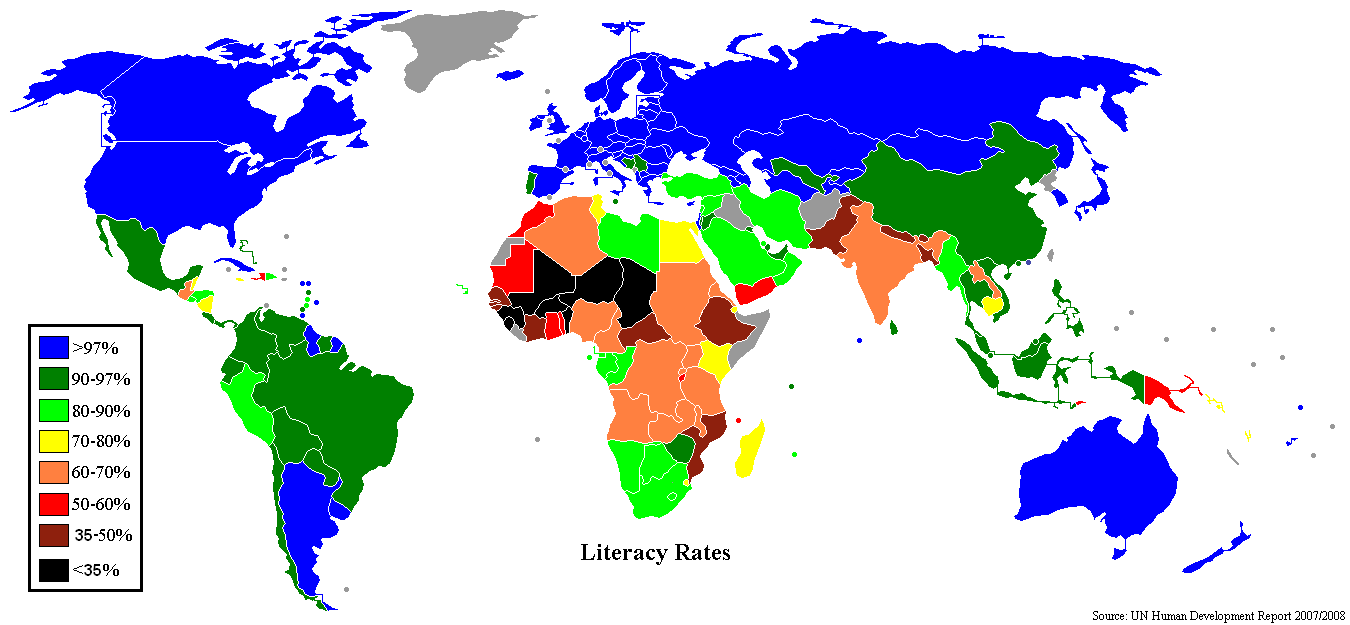
UNHD가 발표한 2007~2008년 세계 문해 수준

1998년 국제 연합의 발표에 의하면, 세계 인구의 20% 가량이 어떠한 언어로도 읽거나 쓸 수 없는 상태에 놓여있다. 2007년 미국 중앙정보부의 세계 보고서는 전 세계의 문해율이 82% 정도라고 보고하고 있다.

## 경제
1992년 미국 교육통계 국립 센터에 따르면 문해율이 높을수록 주급이 높은 것으로 집계됐다. 2003년 통계에서는 문해율이 높을수록 연 소득도 높았다. 교육수준이 높으면 좋은 직업을 가질 수 있기 때문일 것이다.

## 문해 교육 (文解教育)
읽고 쓰는 것을 가르치는 것은 오랫동안 교육의 가장 중요한 영역 중 하나였다. 오늘날 대부분의 국가에서는 학교를 통해 말하기, 듣기, 읽기, 쓰기와 같은 문해교육을 실시한다.
"문자해득교육"이란 일상생활을 영위하는데 필요한 기초능력이 부족 하여 가정·사회 및 직업 생활에서 불편을 느끼는 자 들을 대상으로 문자해득(文字解得) 능력을 갖출 수 있도록 하는 교육을 말한다.

## 현대 한국의 문맹
현대 한국에서 문맹인 사람들은 거의 노년층이다. 
1954년 5월 30일 문교부·국방부·내무부에서 한국어 해득자가 전 한국인의 90%로 집계되었다고 발표하다.

## 같이 보기
- 읽기
- 국제 문해의 날
- 문해율에 따른 나라 목록
- 교육을 받을 권리
- 읽기
- 읽기